# Tsumeb
Die Gemeinde Tsumeb ist eine Bergbaustadt und war bis zum 18. August 2008 die Hauptstadt der Oshikoto-Region in Namibia. Sie hat (Stand 2023) 34.960 Einwohner auf einer Fläche von fast 504 km².
Tsumeb liegt etwa 400 Kilometer nördlich der Hauptstadt Windhoek im sogenannten Otavi-Dreieck (auch „Maisdreieck“) zusammen mit Otavi und Grootfontein, dem landwirtschaftlich intensiv genutzten Gebiet der Otaviberge mit höheren Niederschlagszahlen. Es ist Kreisverwaltungssitz des gleichnamigen Wahlkreises Tsumeb.
Der Wahl- und Wappenspruch der Stadt Tsumeb ist der Bergarbeitergruß „Glückauf“.

## Stadtname

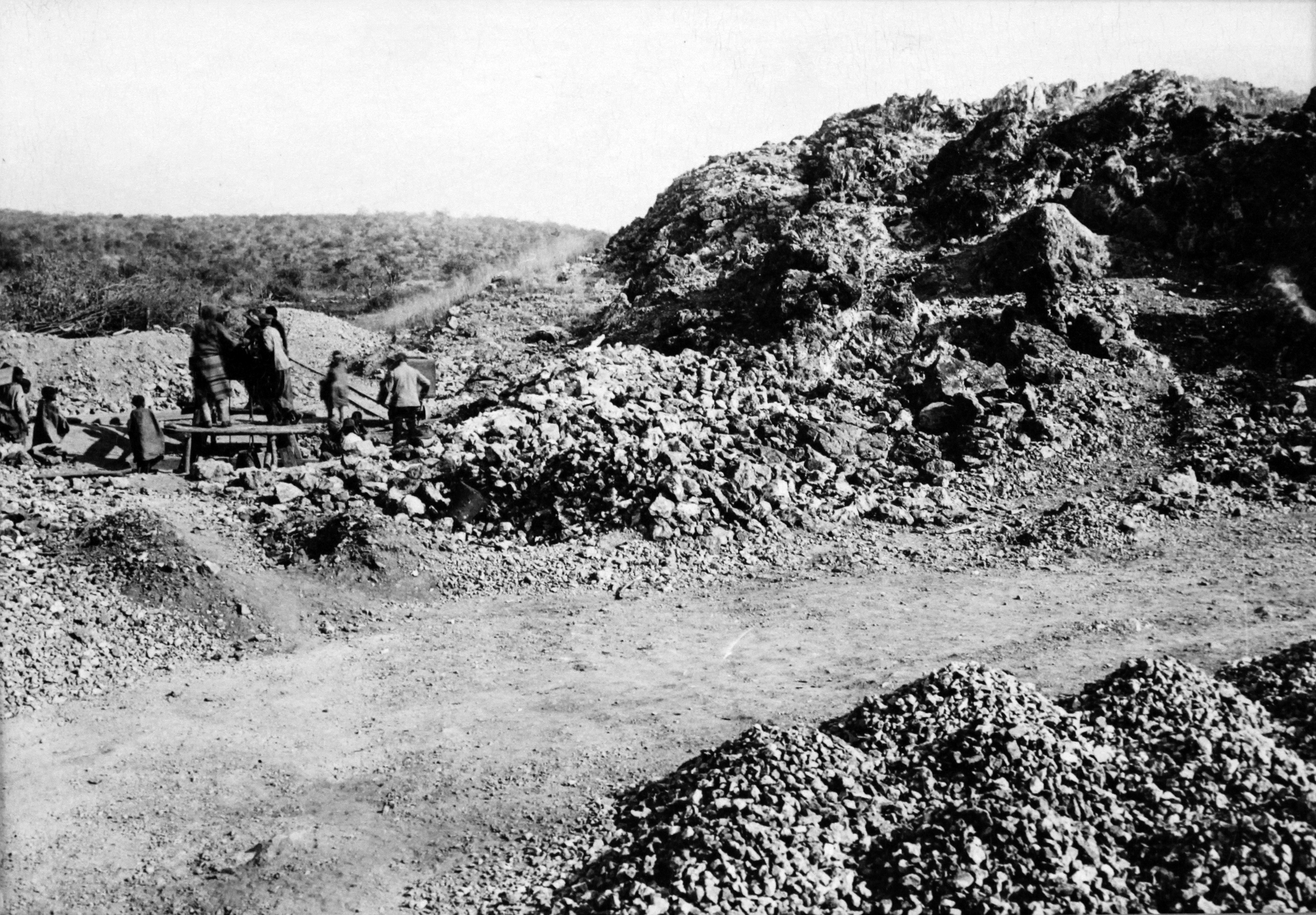
Der 12 Meter hohe Malachit-Hügel

Tsumeb verdankt seinen Namen dem „Grünen Hügel“ – einer hier ursprünglich an der Oberfläche anstehenden, tiefgründig oxidierten und dann hauptsächlich aus Malachit bestehenden Kupfervererzung, die von einem hohen Tambutiwald umgeben war. Tsumeb – früher auch „Osume“, „Otjisume“, „Soomeb“ und „Sumeb“ – bedeutet in Otjiherero „grüner Algenschlamm“, nach Gerhard Söhnge auch „Platz der Frösche“. Aus der Sprache der Nama wird er mit „Ort des grünen Mooses“ übersetzt.
Der Name „Tsumeb“ stammt vom HaiǁomKlicklaut „tsomsoub“ ab, was so viel bedeutet wie „ein großes Loch in den losen Boden graben, das immer wieder zusammenbricht“ – ein deutlicher Hinweis auf die Karstnatur des hier anstehenden Dolomitgesteins. Die Hainǁom sind San und gehörten zu den ersten Bewohnern des Gebiets. In Otjiherero ist er heute unter dem Namen Okavisume bekannt.

## Geographie

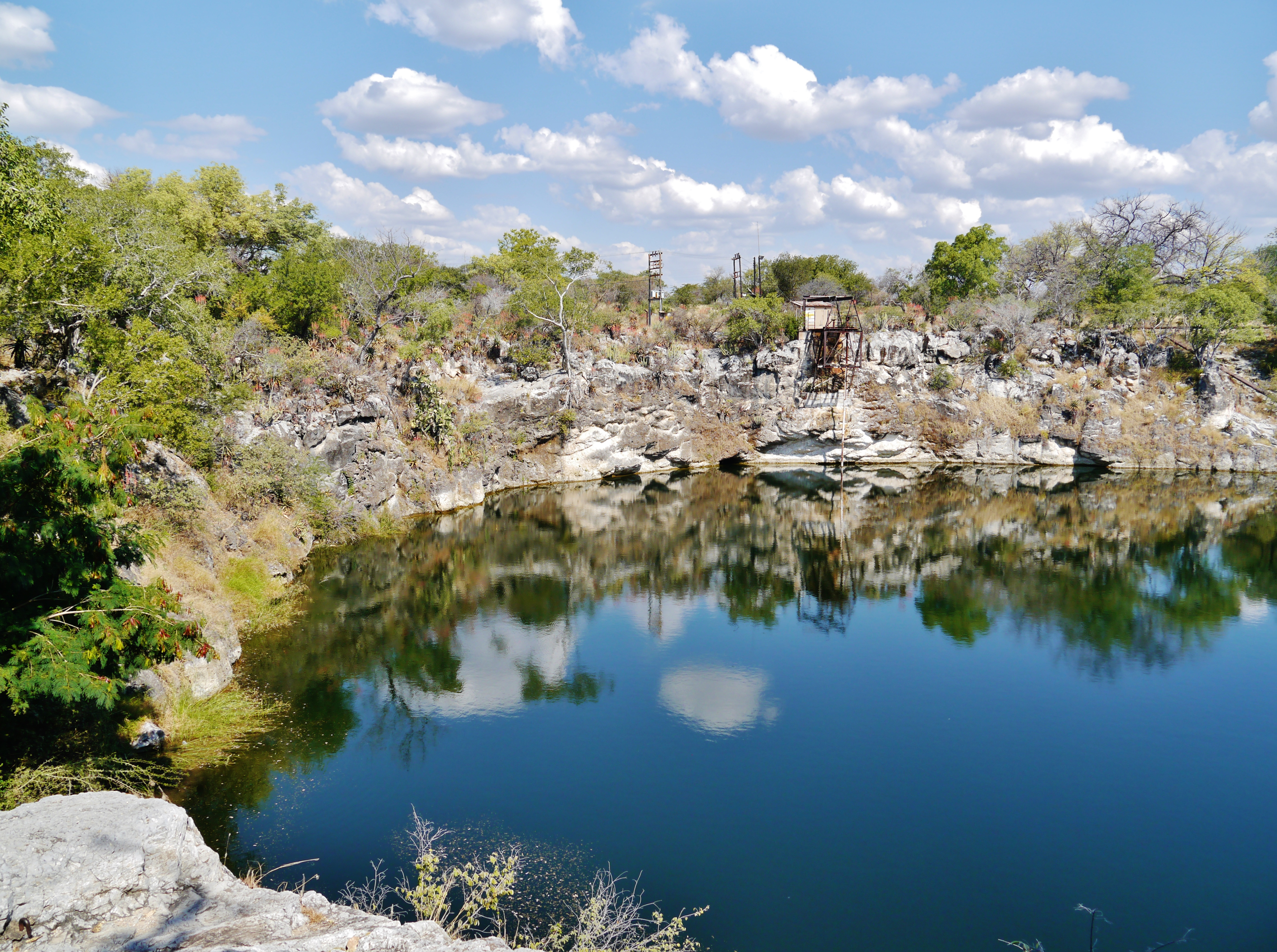
Der westlich von Tsumeb gelegene Otjikoto-See im Jahre 2017

Die Stadt Tsumeb (Koordinaten der Stadt Tsumeb) befindet sich im Nordwesten Namibias auf einer Höhe von 1310 m über dem Meeresspiegel am Nordrand des Otaviberglandes in einer Entfernung von ca. 430 Straßenkilometern nördlich von Windhoek. Das Otavibergland, dessen höchster Gipfel die Gross-Otavi-Spitze am Südrand des Hochlandes mit einer Seehöhe von 2069 m ist, stellt ein unregelmäßig oval konturiertes Hochgebirge dar, welches sich etwa 100 km in Ost-West-Richtung und 75 km in Nord-Süd-Richtung erstreckt. Die höchsten Bereiche dieses Gebirges flachen nach Norden hin ab und lösen sich in Inselberge auf. Die durchschnittliche Seehöhe der dazwischen liegenden weiten Ebenen beträgt 1400 m bis 1450 m. Der durchschnittliche jährliche Regenfall von etwa 550 mm liegt deutlich über dem namibischen Durchschnitt, hat einen reiche Vegetation zur Folge und erlaubt auch Ackerbau (daher auch der Name „Maisdreieck“ für das Gebiet zwischen den Ortschaften Tsumeb, Otavi und Grootfontein). Diese Niederschlagsmengen führten und führen dazu, dass die anstehenden mächtigen Carbonatgesteinsfolgen der „Otavi Group“ im Untergrund tiefgründig verkarstet sind. Auf diese Weise entstand auch der westlich von Tsumeb gelegene Otjikotosee, der heute der Wasserversorgung der Stadt dient.

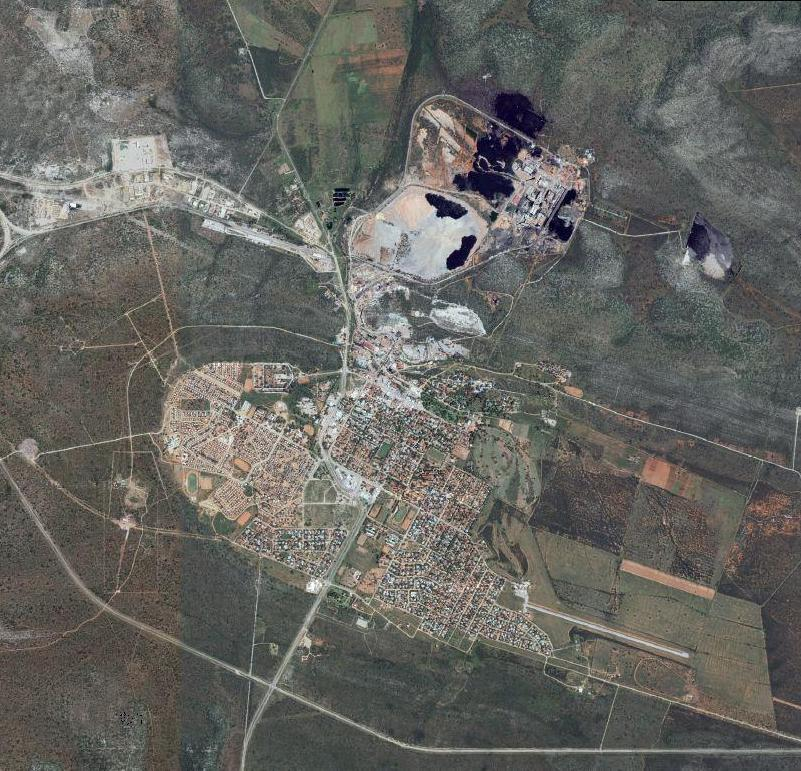
Satellitenbild von Tsumeb

Die Bevölkerung der Stadt Tsumeb wurde nach dem Census von 27. August 2001 mit 14.929 angegeben (Stand 2001), wobei damals ein erheblicher Überhang an Männern bestand. Die Bevölkerung ist wie in vielen anderen Gegenden Namibias ethnisch heterogen: hier leben u. a. Nama, Damara, Herero, Owambo, Deutsche, Afrikaaner (Buren) und Portugiesen.
Noch bis zum Jahre 2011 (Census vom 28. August 2011) hatte sich die Bevölkerungszahl von Tsumeb auf 19.200 Einwohner (19.275) erhöht. Die aktuelle Einwohneranzahl von nur noch 12.190 Einwohner belegt den starken Rückgang der Bevölkerung, der in erster Linie mit den Spätfolgen der Einstellung des Bergbaus in der Tsumeb Mine im Jahre 1996 zu erklären ist.

## Klima
Der Klimaklassifikation nach Köppen und Geiger zufolge ist das Klima in Tsumeb vom Typ Bsh – es herrscht also Steppenklima, wobei in sechs bis neun Monaten pro Jahr die Verdunstung den Niederschlag übersteigt. Im Jahresdurchschnitt ist eine Temperatur von 22 °C zu verzeichnen (vergleiche dazu auch die nebenstehende Klimatabelle und die Diagramme). Über das Jahr verteilt summieren sich die Niederschläge zu einer durchschnittlichen jährlichen Regenmenge von 550 mm. Die niederschlagärmsten Monate (0 mm) sind Juli und August, die Monate mit den meisten Niederschlägen sind Januar und Februar (131 mm). In den niederschlagsreichsten Monaten Januar und Februar fallen also durchschnittlich 131 mm mehr Niederschlag als in den trockensten Monaten Juli und August. Im Jahresschnitt erweisen sich der Oktober und November mit einer mittleren Temperatur von 25 °C als am wärmsten, wohingegen Juni und Juli mit Temperaturen von durchschnittlich 16 °C die kältesten Monate sind. Damit sind die wärmsten Monate im Durchschnitt um 9 °C wärmer als die kältesten Monate. Allzeit-Extremtemperaturen sind −3 °C und 39 °C.
|                        | Jan | Feb | Mär | Apr | Mai | Jun | Jul | Aug | Sep | Okt | Nov | Dez |   |      |
| Mittl. Temperatur (°C) | 24  | 24  | 23  | 21  | 18  | 16  | 16  | 18  | 23  | 25  | 25  | 24  | ⌀ | 21,4 |
| Mittl. Tagesmax. (°C)  | 31  | 30  | 29  | 28  | 26  | 24  | 24  | 27  | 31  | 33  | 32  | 31  | ⌀ | 28,8 |
| Rekordmaximum (°C)     | 39  | 37  | 37  | 35  | 34  | 32  | 30  | 33  | 37  | 38  | 39  | 39  | ᐃ | 39   |
| Mittl. Tagesmin. (°C)  | 18  | 18  | 17  | 15  | 11  | 8   | 8   | 10  | 15  | 18  | 18  | 18  | ⌀ | 14,5 |
| Rekordminimum (°C)     | 9   | 10  | 6   | 6   | 1   | −2  | −3  | 1   | 2   | 7   | 11  | 7   | ᐁ | −3   |
|                        |     |     |     |     |     |     |     |     |     |     |     |     |   |      |
| Niederschlag (mm)      | 131 | 131 | 96  | 35  | 5   | 1   | 0   | 0   | 2   | 20  | 56  | 73  | Σ | 550  |
|                        |     |     |     |     |     |     |     |     |     |     |     |     |   |      |
| Regentage (d)          | 9   | 9   | 6   | 3   | 0   | 0   | 0   | 0   | 0   | 1   | 4   | 7   | Σ | 39   |
|                        |     |     |     |     |     |     |     |     |     |     |     |     |   |      |
| Luftfeuchtigkeit (%)   | 51  | 56  | 58  | 50  | 39  | 36  | 34  | 27  | 20  | 26  | 36  | 56  | ⌀ | 40,7 |

| 18 |

| 18 |

| 17 |

| 15 |

| 11 |

| 8 |

| 8 |

| 10 |

| 15 |

| 18 |

| 18 |

| 18 |

| 18 |

| 18 |

| 17 |

| 15 |

| 11 |

| 8 |

| 8 |

| 10 |

| 15 |

| 18 |

| 18 |

| 18 |

## Geschichte

### Bis 1899
Ursprünglich war das Gebiet um Tsumeb von San bewohnt. Sie waren auch die Entdecker der hier an der Erdoberfläche ausbeißenden Kupfererze („Grüner Hügel“, vergleiche die Abbildung weiter oben) und in der Lage, aus diesen Erzen im sogenannten „Termitenofen-Verfahren“ (dabei wurden Termitenhügel wegen ihres besonderen Belüftungssystems als einfache Hochöfen benutzt) Kupfer zu gewinnen und zu verarbeiten. Daraus entwickelte sich ein schwunghafter Kupfer-Handel mit den nördlich siedelnden Ovambo, die aus dem Metall kunstvolle Ringe und Halsketten schmiedeten.

Das Hüttenwerk in Tsumeb um 1910

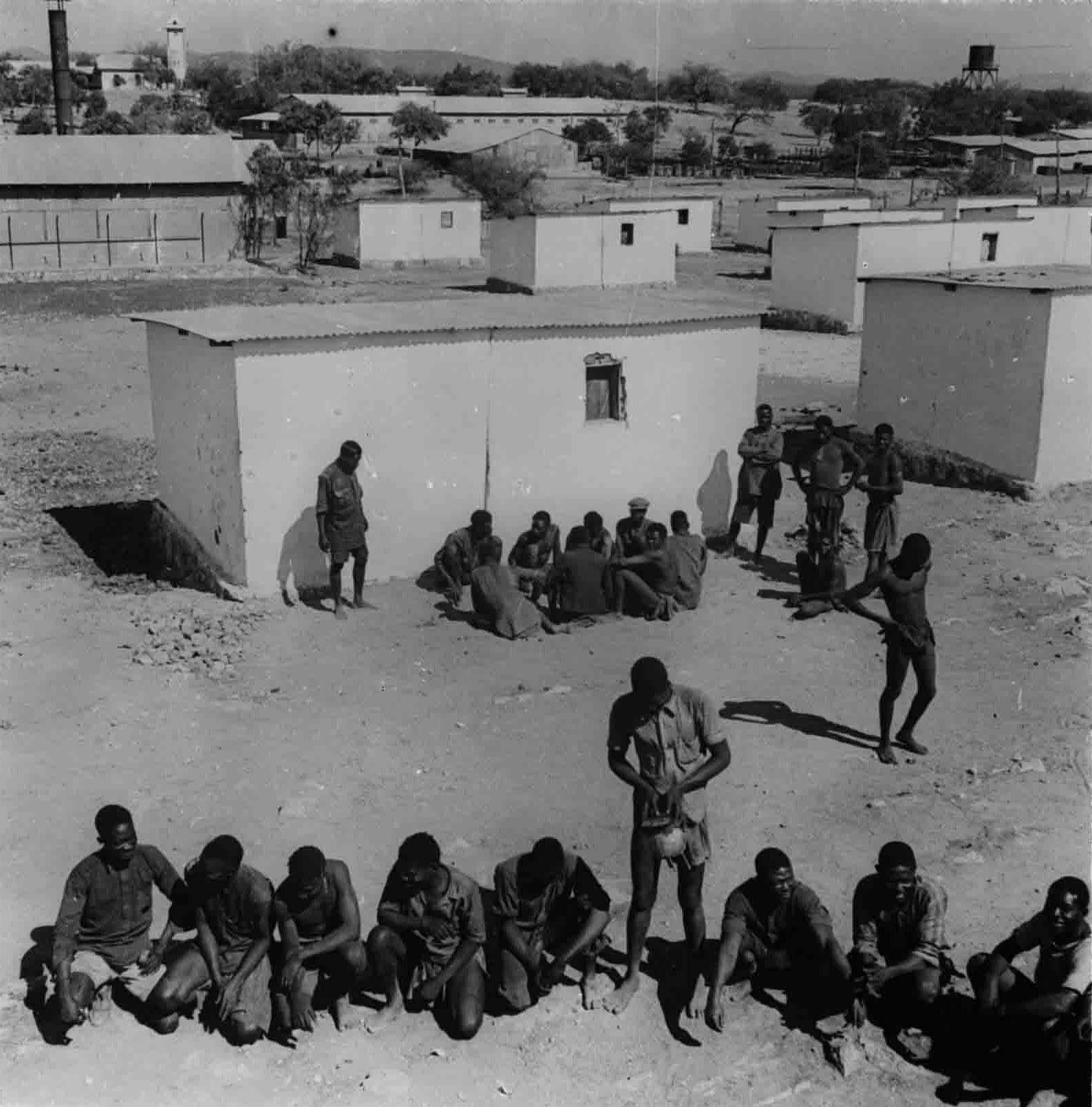
Bergleute in Tsumeb bei Feierabend um 1920

Die Nachricht von diesen Erzvorkommen blieb auch den Weißen nicht verborgen. So wurden seit Anfang des 19. Jahrhunderts mehrere Expeditionen in das Otavi-Bergland unternommen, um die Erzvorkommen und deren Abbaumöglichkeiten zu erkunden. Letztlich scheiterten all diese Versuche an den fehlenden bzw. zu aufwändig erscheinenden Transportwegen. Erst nach Übernahme der Gebietsverantwortung durch die Deutschen begann eine planmäßige Erkundung der Erzlagerstätten, da man sich von deren Nutzung eine Verbesserung der bisher negativen Leistungsbilanz der deutschen Kolonialpolitik versprach. 1893 erhielt die South West African Company die Minenrechte über diese Fundstätten. 1899 begann die planmäßige Erschließung der Bergwerke durch englische Ingenieure und nach Gründung der deutsch-englischen Otavi-Minen- und Eisenbahn-Gesellschaft (OMEG), einer Tochtergesellschaft der South West African Company, am 6. April 1900 der gewerbsmäßige Abbau.

### Ab 1900
Ende 1900 wurde die erste Ladung Erz mit Ochsenwagen nach Swakopmund gebracht, um von dort aus mit der Woermann-Linie nach Europa transportiert zu werden. Die reichen, nicht nur auf Kupfer beschränkt bleibenden Erzvorkommen (u. a. wurden auch Blei und Zink sowie über 200 weitere, zum Teil nur hier vorkommende Mineralien entdeckt) einerseits und die so beschwerlichen Transportwege andererseits machten den Bau einer Eisenbahn-Strecke nach Swakopmund unabwendbar. Deren Bau, der unter Zwangsverpflichtung hier ansässiger Herero und Ovambo in Angriff genommen wurde, war einer der Gründe für den 1904 in Okahandja beginnenden Hereroaufstand, zumal die für den Eisenbahn-Bau notwendige Landnahme ohne Zustimmung der hier zuständigen Hereroführer erfolgte.
1906 war die Eisenbahn-Strecke fertiggestellt, was dem Bergwerk und damit Tsumeb zu einem schwunghaften Aufstieg verhalf. In der Folgezeit wurden viele afrikanische Kontraktarbeiter, Zwangsarbeiter und auch viele Europäer zur Bewirtschaftung des Bergwerkes in Tsumeb angesiedelt. Die reichen Mineralienfunde – in geringen Mengen wurde auch Gold gefunden – brachten auch Abenteurer in den Ort, so dass Tsumeb eine sehr unruhige Zeit erlebte. Seit 1907 versorgt eine Hochdruckwasserleitung die Stadt mit Wasser.
Der Erste Weltkrieg brachte einen deutlichen Rückschlag für das Bergwerk mit sich; aber auch Tsumeb erlebte stürmische Zeiten, weil sich hier Kriegsflüchtlinge aus dem ganzen Lande und schließlich auch der Rest der deutschen Schutztruppe und der letzte Gouverneur von Deutsch-Südwestafrika, Theodor Seitz, sammelten. Die Orte Tsumeb, Grootfontein und Khorab waren von einer Übermacht von über 60.000 südafrikanischen Soldaten eingeschlossen. Die Kapitulation erfolgte am 9. Juli 1915 unweit von Tsumeb an der Eisenbahnlinie zwischen Otavi und Khorab. Zuvor hatten die deutschen Soldaten eine große Zahl von Waffen und militärischem Gerät im nahen Otjikotosee versenkt, damit es dem Feind nicht in die Hände fallen sollte. Erst nach dem Zweiten Weltkrieg wurde ein Teil dieses Kriegsgutes von privaten Tauchern geborgen und bildete nach aufwändiger Restaurierung zusammen mit zahlreichen anderen Exponaten den Grundstock des Museums von Tsumeb.

## Verwaltung

### Stadtgliederung
Tsumeb gliedert sich in 13 Stadtteile (Stand 2019):
- Central
- Nomtsoub
- Extension 1
- Extension 2
- Extension 3
- Extension 4
- Extension 5
- Extension 6
- Extension 7
- Extension 8
- Extension 9
- Extension 10
- Extension 11[18]

## Politik
Bei den Kommunalwahlen 2020 wurde folgendes amtliches Endergebnis ermittelt. (Tendenz gegenüber den Kommunalwahlen 2015)
| Partei    | Stimmen | Stimmenanteil | Sitze |
| --------- | ------- | ------------- | ----- |
| SWAPO     | 2518 ▼  | 56,3 % ▼      | 4 ▼   |
| IPC NEU   | 1473    | 32,9 %        | 2     |
| PDM       | 199 ▼   | 4,5 % ▼       | 1 ▬   |
| LPM NEU   | 124     | 2,8 %         | 1     |
| UDF       | 99 ▼    | 2,2 % ▼       | 0 ▬   |
| APP       | 42 ▼    | 0,9 % ▼       | 0 ▬   |
| RDP NEU   | 16      | 0,7 %         | 0     |
| Insgesamt | 4471 ▲  | 100 %         | 7     |

## Wirtschaft

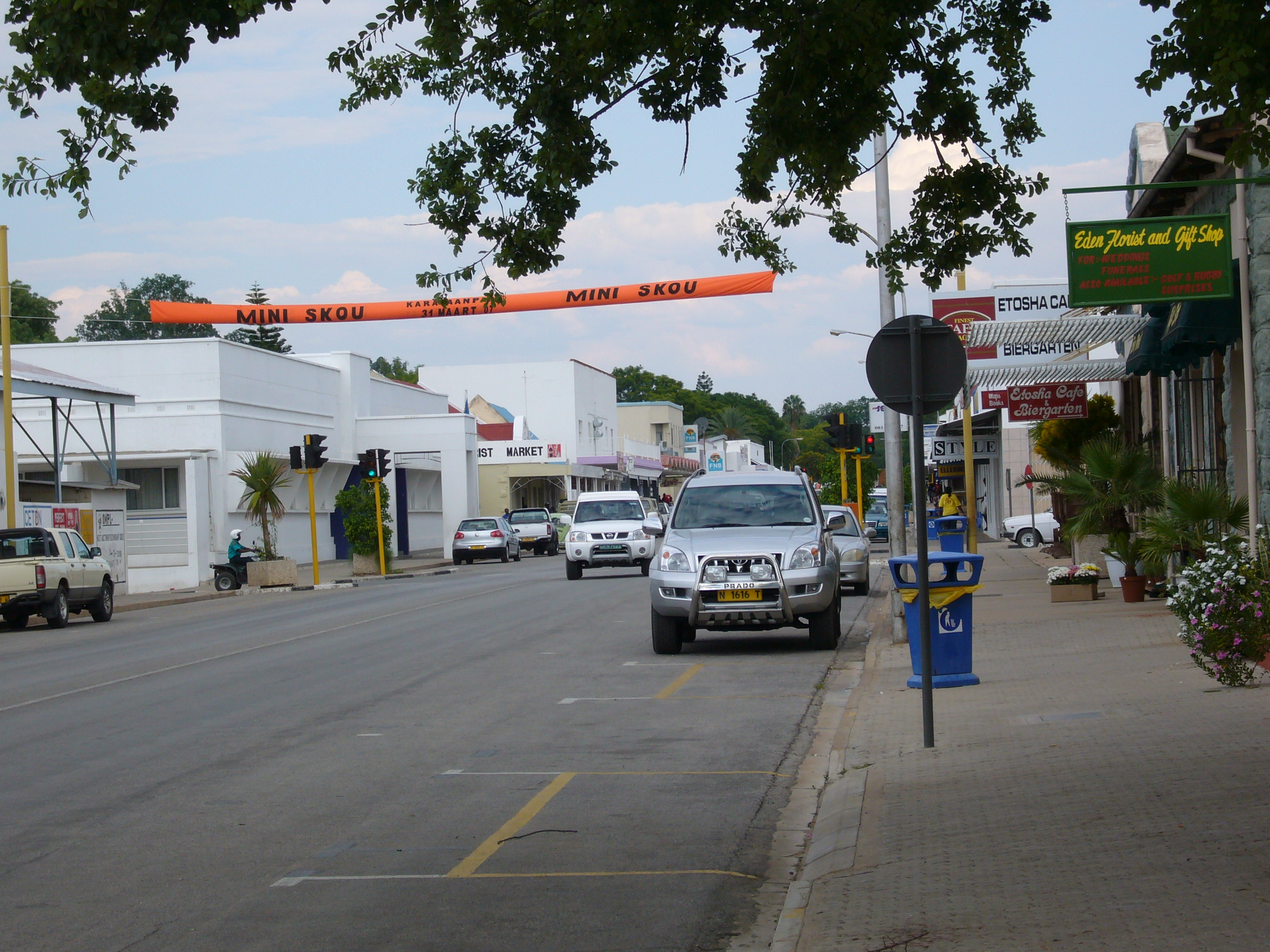
Hauptstraße in Tsumeb

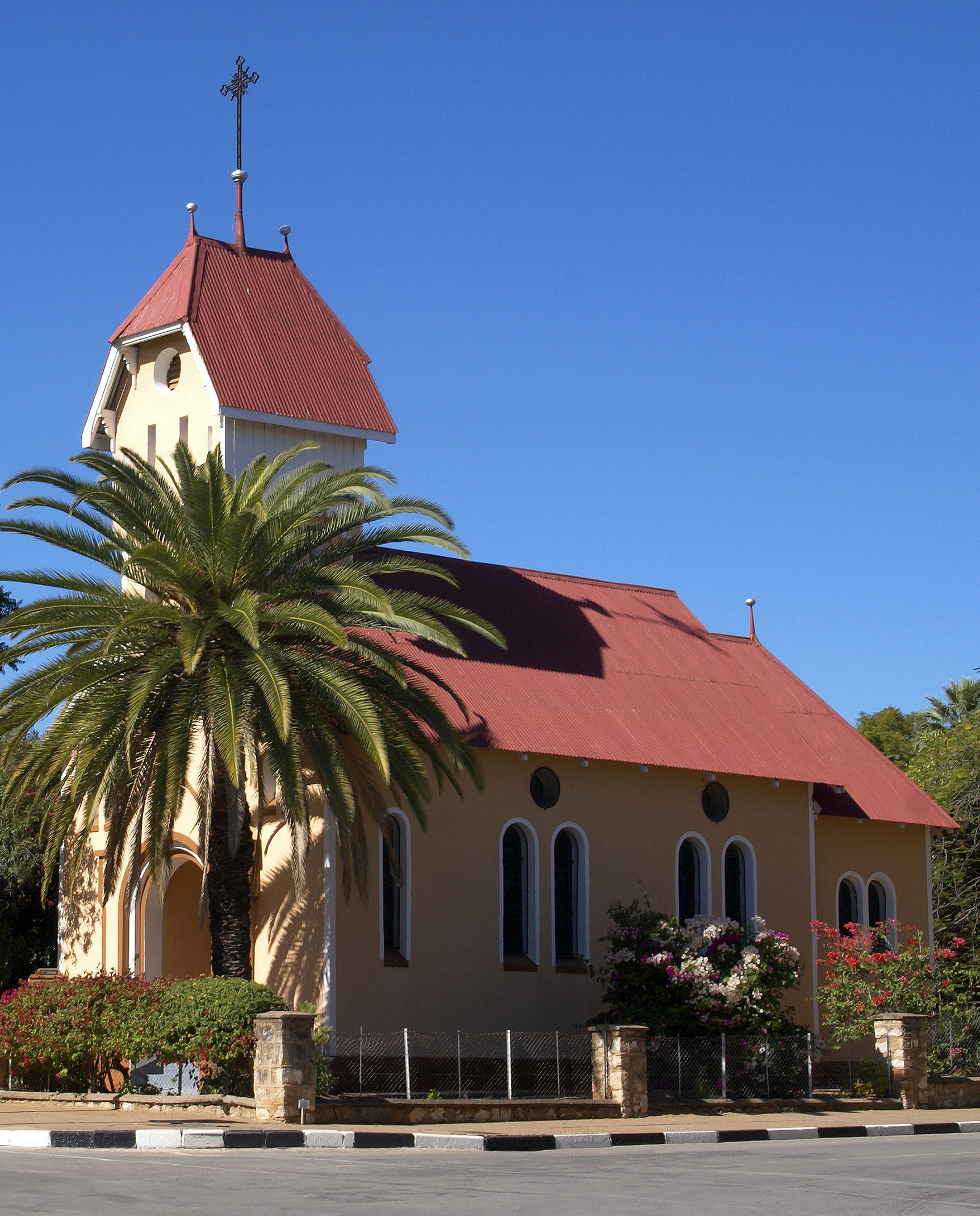
Katholische St.-Barbara Kirche in Tsumeb, ein Nationales Denkmal in Namibia

Die Weltwirtschaftskrise und der Zweite Weltkrieg gingen auch an Tsumeb nicht spurlos vorüber. Beides führte zur Stagnation in der Entwicklung von Bergwerk und Stadt – verschärft durch den Verfall der Rohstoffpreise. Nach der Unabhängigkeit Namibias führten mehrere, teils gewaltsame Arbeitskämpfe zum weiteren Niedergang und schließlich sogar zur Teil-Schließung des Bergwerks. Heute (Stand 2019) ist der Bergbau gestundet. Die Fördergerüste sind zwar noch immer deutlich sichtbare Wahrzeichen der Stadt, aber nicht mehr in Betrieb. Dafür hat sich Tsumeb inzwischen durch die planmäßige Anpflanzung von Jacaranda-Bäumen und deren Blüte im namibischen Frühjahr den Ruf einer Gartenstadt erworben.

### Bergbau

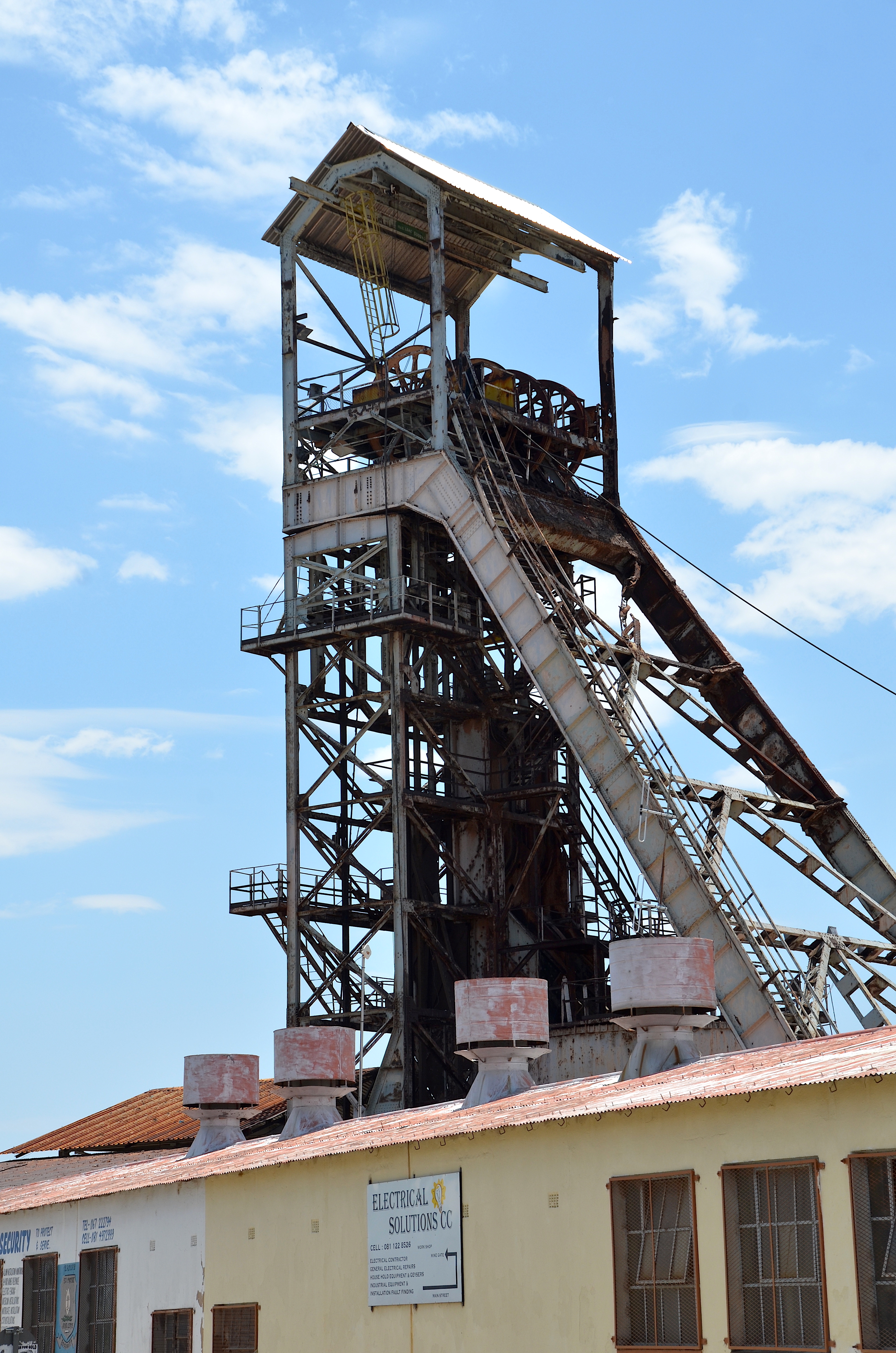
Fördergerüst der stillgelegten Tsumeb Mine (2014)

Das bekannteste und berühmteste Bergwerk in Tsumeb ist die nach dem Ort benannte „Tsumeb Mine“ (auch Tsumcorp Mine), die von 1907 bis 1996 betrieben wurde und in der insgesamt 296 anerkannte Minerale identifiziert wurden, wie unter anderem gediegen Silber und dessen Sulfid Akanthit sowie Alamosit, Beudantit, Dioptas, Rhodochrosit, Tennantit, Zirkon und andere.
Für 72 von ihnen gilt dieses Bergwerk zudem als Typlokalität wie unter anderem die nach dem Ort benannten Minerale Tsumebit und Arsentsumebit sowie den nach den Bergen in der Umgebung benannten Otavit, den nach dem Ovamboland benannten Ovamboit und den nach dem Herero-Namen für Tsumeb benannten Otjisumeit. Das Mineral Tsumcorit trägt seinen Namen nach der „Tsumeb Corporation Limited“. Die Minerale Andyrobertsit, Arsenohopeit, Bartelkeit, Biehlit, Calvertit, Davidlloydit, Ekatit, Erikapohlit, Eyselit, Fahleit, Gallobeudantit, Galloplumbogummit, Gebhardit, Gerdtremmelit, Hermannroseit, Itoit, Krieselit, Mathewrogersit, O’Danielit, Otjisumeit, Ovamboit, Plumboselit, Prosperit, Schaurteit, Söhngeit, Stottit, Tsumgallit, Vanackerit, Wilhelmkleinit und Zinkgartrellit wurden bisher (Stand 2016) überhaupt nur hier gefunden.
Weitere, wenn auch mit lediglich 18 anerkannten Mineralen (Stand 2019) sehr viel weniger zahlreiche Funde gelangen in der benachbarten „Tsumeb West Mine“. Nachgewiesen wurden hier neben Kupfer in gediegener Form noch die Kupferminerale Azurit, Bornit, Chalkosin, Chalkopyrit, Cuprit, Malachit, die Bleiminerale Cerussit und Galenit sowie Germanit, Mottramit und Rosasit.
Ein dritter bekannter Mineralfundort sind die Schlacken-Halden mit bisher (Stand 2019) 26 anerkannten Mineralen wie unter anderem Anglesit, Bayldonit, Digenit, Gahnit, Magnetit, Olivenit, Spinell und Wurtzit.

### Forschung
Walter Dieminger vom Max-Planck-Institut für Aeronomie ließ zur Ionosphärenbeobachtung ab 1963 bei Tsumeb die „Forschungsstation Jonathan Zenneck“ errichten, die als Gruppe fester Gebäude entstand. Ihre Inbetriebnahme erfolgte am 31. Juli 1964. Das Areal umfasste zum Zeitpunkt seiner Errichtung 30.000 m² und liegt 15 km westlich von Tsumeb.
Die Beobachtungsstation in Regie der South African National Space Agency ist seit November 2004 ein Netzwerkobservatorium im International Real-time Magnetic Observatory Network.
Parallel zum Aufbau der Ionosphärenforschung entstand hier in Verbindung mit deutschen Dienststellen eine Raketenbasis.

## Verkehr
Es bestehen der Flughafen Tsumeb und über die Otavibahn regelmäßige Zugverbindungen nach Windhoek, Swakopmund und Walvis Bay. Tsumeb liegt des Weiteren an der wichtigsten Nord-Süd-Straßenverbindung des Landes, der Nationalstraße B1. Zudem zweigt in Tsumeb die größtenteils fertiggestellte Nationalstraße B15 ab, die bis zur Grenze nach Angola bei Katwitwi führt und den Handel mit dem Nachbarland antreiben soll.

## Bildungseinrichtungen
- Etosha Secondary School[30]
- Francis Galton Primary School
- Nomtsoub Primary School
- Nyambali Senior Primary School
- Ombili Primary School
- Oneputa Combined School
- Oshalongo Combined School
- Otjikoto Secondary School
- Ozizi Combined School
- St. Francis Primary School[31] (RKK Namibia)
- Tsumeb Afrikaans Medium Primary School
- Tsumeb English Primary School

## Söhne und Töchter der Stadt
- Alfred Ndyenge (* 1983), Fußballspieler
- Warren Neidel (* 1980), Fußballspieler
- Mohammed Ouseb (* 1974), Fußballspieler
- Arnold Subeb (* 1981), Fußballtorwart

## Städtepartnerschaften
- Chesterfield (seit 1993)
- Elverum (seit 1993/2001)
- Gweru (seit 2006)
- Lanzhou (seit 2005)
- Selebi-Phikwe (seit 15. April 2015)
- Tecumseh (seit 1994)